# Hechtel-Eksel
Hechtel-Eksel es un municipio de la provincia de Limburgo en Bélgica. Sus municipios vecinos son Balen, Beringen, Leopoldsburg, Houthalen-Helchteren, Lommel, Overpelt y Peer. Tiene una superficie de 76,7 km² y una población en 2011 de 11.847 habitantes, siendo los habitantes en edad laboral el 65% de la población.

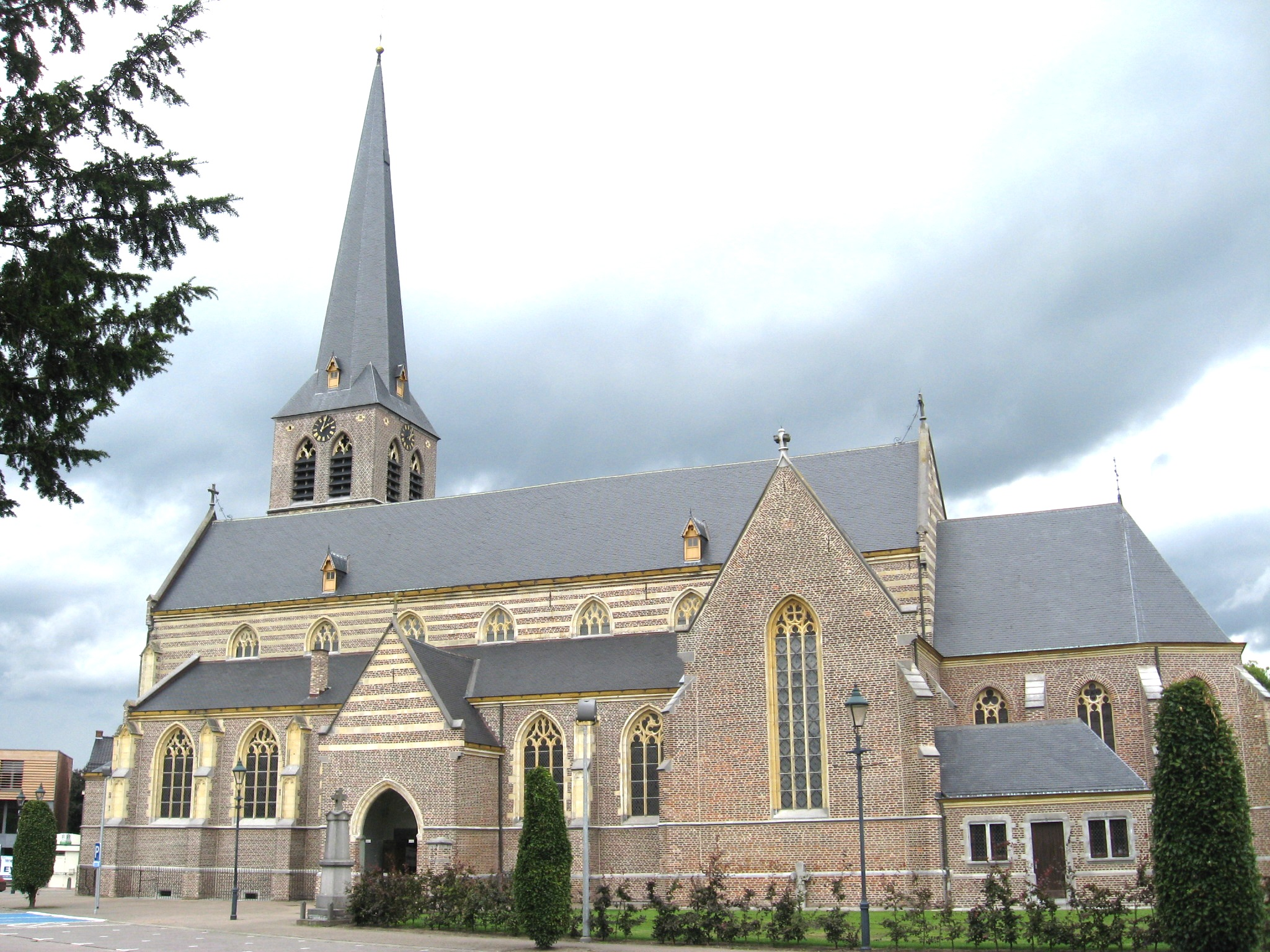
Iglesia de Sint-Trudo, en Eksel.

El municipio se formó en 1977, con la fusión de las localidades de Eksel y Hechtel.

## Demografía

### Evolución
Todos los datos históricos relativos al actual municipio, el siguiente gráfico refleja su evolución demográfica, incluyendo municipios después de efectuada la fusión el 1 de enero de 1977.
| Gráfica de evolución demográfica de Hechtel-Eksel entre 1846 y 2020 |
|                                                                     |

## Acontecimientos de interés
Hechtel es la sede de la "KBC Night of Athletics", una reunión anual de atletismo internacional.
Una exhibición aérea internacional, el "Airshow", en el aeropuerto de la bae aérea Beverlo.